# Canthocamptus sinuus
Canthocamptus sinuus är en kräftdjursart som beskrevs av William Chambers Coker 1934. Canthocamptus sinuus ingår i släktet Canthocamptus och familjen Canthocamptidae. Inga underarter finns listade i Catalogue of Life.